# Marek Michalik
Marek Wojciech Michalik (ur. 6 lutego 1960 w Łodzi) – polski polityk, urzędnik państwowy i samorządowy, historyk, poseł na Sejm I kadencji.

## Życiorys
Ukończył w 1993 studia na Wydziale Filozoficzno-Historycznym Uniwersytetu Łódzkiego. Od 1983 do 1999 należał do Konfederacji Polski Niepodległej, przewodniczył łódzkiemu okręgowi tej partii, następnie z jej listy w latach 1991–1993 sprawował mandat posła I kadencji. Z listy KPN w okręgu sieradzkim bez powodzenia ubiegał się o reelekcję w wyborach w 1993. W połowie lat 90. kierował Zakładem Gospodarki Mieszkaniowej w Łodzi. W rządzie Jerzego Buzka w latach 1998–2001 pełnił stanowisko podsekretarza stanu w Ministerstwie Środowiska. Był m.in. przewodniczącym międzyresortowego zespołu ds. realizacji postanowień Protokołu z Kioto. Od maja 1999 należał do Ruchu Społecznego AWS, w 2000 został jego wiceprzewodniczącym w regionie łódzkim. Bezskutecznie kandydował do Sejmu W 1997 z listy Akcji Wyborczej Solidarność i w 2001 z ramienia Akcji Wyborczej Solidarność Prawicy.
W latach 2001–2002 zasiadał w radzie nadzorczej Narodowego Funduszu Ochrony Środowiska i Gospodarki Wodnej, następnie został prezesem zarządu Zakładu Wodociągów i Kanalizacji w Łodzi. W wyborach samorządowych w 2002 bez powodzenia ubiegał się o mandat radnego sejmiku łódzkiego z listy Inicjatywy Społecznej Wspólnoty Samorządowej. W 2003 prezydent miasta Jerzy Kropiwnicki powołał go na swojego zastępcę. W marcu 2006 został wiceprezesem Partii Centrum (do której należał od 2004). Po wyborach samorządowych w tym samym roku utrzymał stanowisko wiceprezydenta Łodzi, z którego zrezygnował w grudniu 2008.
W przedterminowych wyborach parlamentarnych w 2007 bez powodzenia kandydował do Senatu z rekomendacji Prawa i Sprawiedliwości, a w 2009 przystąpił do tego ugrupowania i kandydował bezskutecznie z jego listy w wyborach do Parlamentu Europejskiego. W 2010 został radnym Łodzi. W radzie miejskiej został przewodniczącym klubu radnych PiS. W 2014 ponownie wybrany na radnego Łodzi z listy PiS. Z ramienia tej partii wystartował do Sejmu w 2015 oraz 2023. W 2024 ponownie uzyskał mandat radnego Łodzi.
W 2016 powołany na prezesa zarządu Łódzkiej Specjalnej Strefy Ekonomicznej, którą kierował do 2024.
Wszedł w skład komitetu wspierającego kandydaturę Karola Nawrockiego na prezydenta RP w wyborach w 2025.
Współredaktor (z Karolem Chylakiem) książki Łódzka KPN: od PRL do niepodległości (2012) oraz współautor (również z Karolem Chylakiem) książki Paweł Wielechowski (1953–2013): opozycjonista, związkowiec, wydawca, emigrant (2017), wydanych przez Instytut Historyczny NN im. Andrzeja Ostoja-Owsianego.

## Odznaczenia
W 2011 prezydent Bronisław Komorowski odznaczył Marka Michalika Krzyżem Oficerskim Orderu Odrodzenia Polski. W 2015 otrzymał Krzyż Wolności i Solidarności.
W 2001 został wyróżniony odznaką „Zasłużony Działacz Kultury”. W tym samym roku otrzymał Medal za Zasługi w Walce o Niepodległość Polski i Prawa Człowieka 13 XII 1981 – 4 VI 1989. Wyróżniony tytułem „Łodzianina Roku 2018” w plebiscycie Radia Łódź.